# Токобаєв Молдогази
Молдогази Токобаєв (27 лютого 1905, село Тору-Айгир Вєрненського повіту Семиріченської області, тепер Іссик-Кульської області, Киргизстан — 21 травня 1974, місто Фрунзе, тепер Бішкек, Киргизстан) — радянський діяч, голова Президії Верховної ради Киргизької РСР. Поет, прозаїк, один із перших киргизьких драматургів. Депутат Верховної ради Киргизької РСР. Депутат Верховної Ради СРСР 2-го скликання. 

## Біографія
Народився в бідній селянській родині. Рано втратив батьків, виховувався у Каракольському дитячому будинку.
Із 1917 по 1918 рік працював пастухом за наймом у Вєрненському повіті, з 1918 по 1919 рік — пастухом у Караколі. У 1919—1922 роках наймитував у селах Тору-Айгир та Рибаче. У 1920 році вступив до комсомолу.
У 1926 році закінчив Каракольський сільськогосподарський технікум.
У 1926—1929 роках — відповідальний секретар Каракольського кантонного комітету ВЛКСМ Киргизької АРСР; відповідальний секретар Наринського кантонного комітету ВЛКСМ Киргизької АРСР.
Член ВКП(б) з 1928 року.
У 1929—1931 роках — студент Комуністичного університету трудящих Сходу імені Сталіна в Москві, навчання не закінчив.
У 1931—1933 роках — 1-й секретар Кочкорського районного комітету ВКП(б) Киргизької АРСР.
У 1933—1936 роках — начальник політичного відділу Сакалдинської машинно-тракторної станції Киргизької АРСР; 1-й секретар Ленінського районного комітету ВКП(б) Киргизької АРСР.
У 1936—1937 роках — відповідальний редактор республіканської газети «Кизил Киргизстан». У 1937 році — відповідальний редактор республіканської газети «Социалистик малчарба». Був відповідальним секретарем Спілки письменників Киргизької РСР.
У 1937—1940 роках — директор Киргизької державної філармонії.
У 1940—1941 роках — голова виконавчого комітету Джалал-Абадської обласної ради депутатів трудящих.
21 листопада 1941 — 13 січня 1944 року — 3-й секретар ЦК КП(б) Киргизії.
22 березня 1943 — 14 листопада 1945 року — голова Президії Верховної ради Киргизької РСР.
У листопаді 1945 — 1948 року — 1-й секретар Таласького обласного комітету КП(б) Киргизії.
У 1948—1949 роках — завідувач відділу ЦК КП(б) Киргизії.
У 1949—1953 роках — голова Комітету з радіофікації та радіомовлення при Раді міністрів Киргизької РСР.
У 1953—1957 роках — завідувач відділу редакції газети «Кызыл Кыргызстан (Советтик Кыргызстан)»
З 1957 року — персональний пенсіонер у місті Фрунзе.
Помер 21 травня 1974 року в місті Фрунзе (Бішкеку).

## Літературна діяльність
Літературну діяльність розпочав у середині 1920-х років. З 1924 року співпрацював з першою киргизькою мовою газетою «Вільні гори» («Еркін-Тоо»). Перші вірші з'явилися друком 1924. Першу збірку віршів поета було видано в Москві 1931 року. Оспівував нове радянське життя, патріотизм, творчу працю рідного народу.
У 1927 році написав п'єсу «Кайгилуу Какей» — багатоактну драму про долю жінки, яка започаткувала розвиток киргизької національної драматургії. Автор кількох поетичних збірок та поем. Найбільш значні поеми «Комсомолка» (1938), «Силу героя оцінить народ» («Ердін күчүн ел синайт», 1942). Пізніше опублікував понад 20 віршованих та прозових творів.

## Нагороди
- орден Леніна
- два ордени «Знак Пошани»
- медаль «За трудову відзнаку» (7.06.1939)
- медалі